# Tenrec musaranya pigmeu
El tenrec musaranya pigmeu (Microgale parvula) és una espècie de tenrec musaranya endèmica de Madagascar. Els seus hàbitats naturals són els boscos humits de terres baixes tropicals o subtropicals i les montanes humides tropicals i subtropicals on viu en un altitud entre 450 i 2050 metres. La població minva per la transformació de boscos en terres de conreu, per encara no sembla amenaçat.